# Rodrigo Viligrón
Rodrigo Andrés Viligrón Barrientos (Purranque, Región de Los Lagos, 14 de mayo de 1976) es un futbolista chileno actualmente jugando en el ámbito amateur ( Club deportivo Alberto Edward, Fresia)

## Clubes
| Club                  | País  | Año       |
| --------------------- | ----- | --------- |
| Deportes Puerto Montt | Chile | 1992-1999 |
| Provincial Osorno     | Chile | 2000      |
| O'Higgins             | Chile | 2001      |
| Cobresal              | Chile | 2002-2003 |
| Colo-Colo             | Chile | 2004      |
| Cobresal              | Chile | 2004-2007 |
| Cobreloa              | Chile | 2007-2008 |
| Provincial Osorno     | Chile | 2008-2009 |
| Cobresal              | Chile | 2009-2011 |
| Deportes Concepción   | Chile | 2011-2012 |
| Deportes Puerto Montt | Chile | 2012-2013 |

- Datos: Q7357437